# Senecio pflanzii
Senecio pflanzii là một loài thực vật có hoa trong họ Cúc. Loài này được (Perkins) Cuatrec. miêu tả khoa học đầu tiên năm 1950.